# Гондвиль
Гондви́ль (фр. Gondeville) — коммуна во Франции, находится в регионе Пуату — Шаранта. Департамент — Шаранта. Входит в состав кантона Сегонзак. Округ коммуны — Коньяк.
Код INSEE коммуны — 16153.
Коммуна расположена приблизительно в 410 км к юго-западу от Парижа, в 110 км южнее Пуатье, в 25 км к западу от Ангулема.

## История
Первый замок был построен в X веке на острове посреди реки Шаранта, чтобы блокировать дорогу викингам. Замок был разрушен во время Столетней войны. Новый замок был построен Филиппом Лене в XVIII веке. При его возведении использовались камни старого замка.

## Население
Население коммуны на 2008 год составляло 518 человек.
| 1962 | 1968 | 1975 | 1982 | 1990 | 1999 | 2008 |
| ---- | ---- | ---- | ---- | ---- | ---- | ---- |
| 548  | 570  | 581  | 520  | 503  | 518  | 518  |

## Климат
Климат океанический. Ближайшая метеостанция находится в городе Коньяк.
| Показатель                        | Янв. | Фев. | Март | Апр. | Май  | Июнь | Июль | Авг. | Сен. | Окт. | Нояб. | Дек. | Год   |
| --------------------------------- | ---- | ---- | ---- | ---- | ---- | ---- | ---- | ---- | ---- | ---- | ----- | ---- | ----- |
| Средний суточный максимум, °C     | 8,7  | 10,5 | 13,1 | 15,9 | 19,5 | 23,1 | 26,1 | 25,4 | 23,1 | 18,5 | 12,4  | 9,2  | 17,7  |
| Средняя температура, °C           | 5,4  | 6,7  | 8,5  | 11,1 | 14,4 | 17,8 | 20,2 | 19,7 | 17,6 | 13,7 | 8,6   | 5,9  | 12,5  |
| Средний суточный минимум, °C      | 2,0  | 2,8  | 3,8  | 6,2  | 9,4  | 12,4 | 14,4 | 14,0 | 12,1 | 8,9  | 4,7   | 2,6  | 7,8   |
| Норма осадков, мм                 | 80,4 | 67,3 | 65,9 | 68,3 | 71,6 | 46,6 | 45,1 | 50,2 | 59,2 | 68,6 | 79,8  | 80,0 | 783,6 |
| Источник: Relevé météo des Cognac |      |      |      |      |      |      |      |      |      |      |       |      |       |

## Экономика
Основу экономики составляют сельское хозяйство и виноградарство.
В 2007 году среди 322 человек в трудоспособном возрасте (15—64 лет) 221 были экономически активными, 101 — неактивными (показатель активности — 68,6 %, в 1999 году было 71,0 %). Из 221 активных работали 203 человека (107 мужчин и 96 женщин), безработных было 18 (10 мужчин и 8 женщин). Среди 101 неактивных 28 человек были учениками или студентами, 32 — пенсионерами, 41 были неактивными по другим причинам.

## Фотогалерея

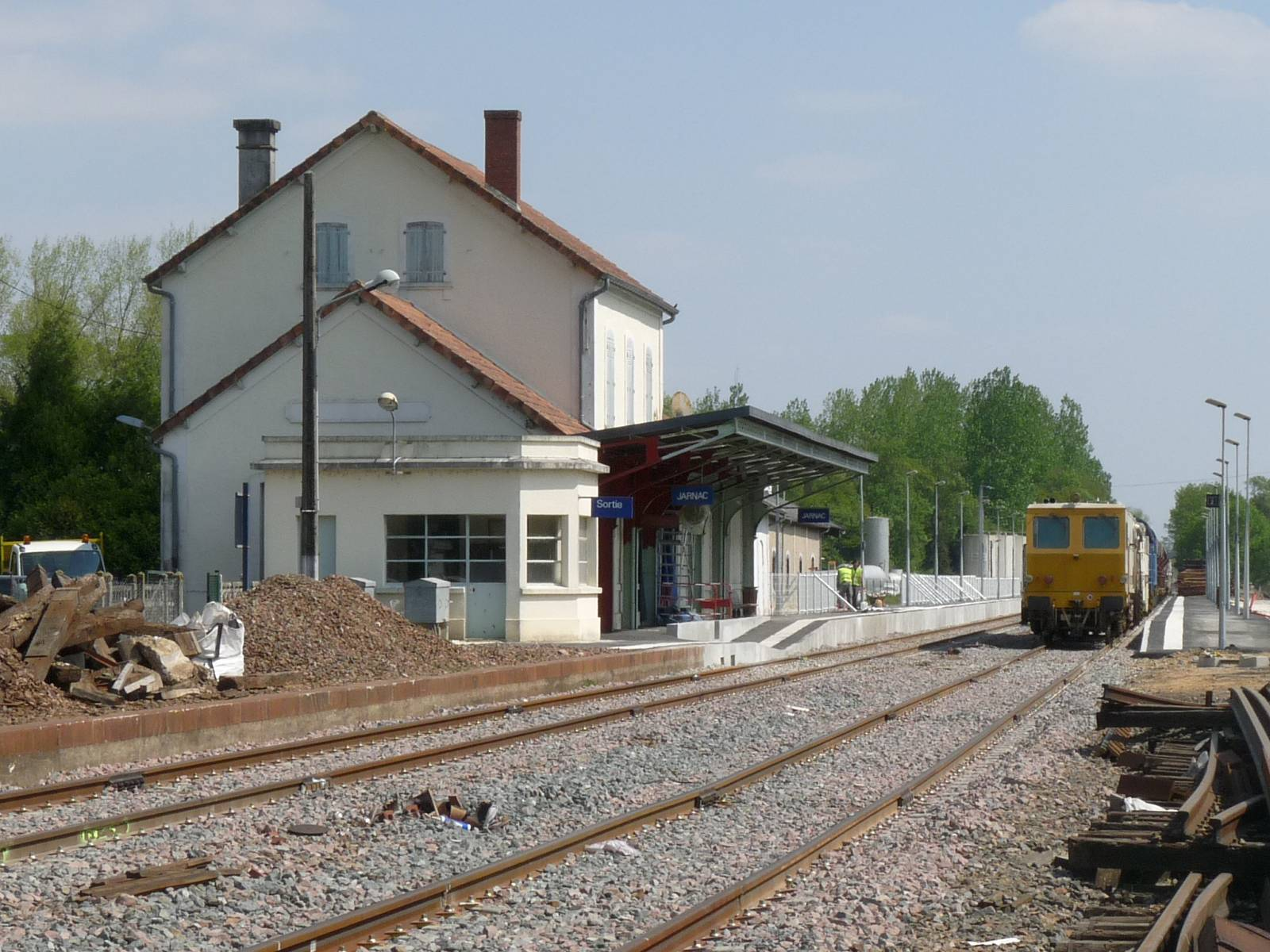
Вокзал
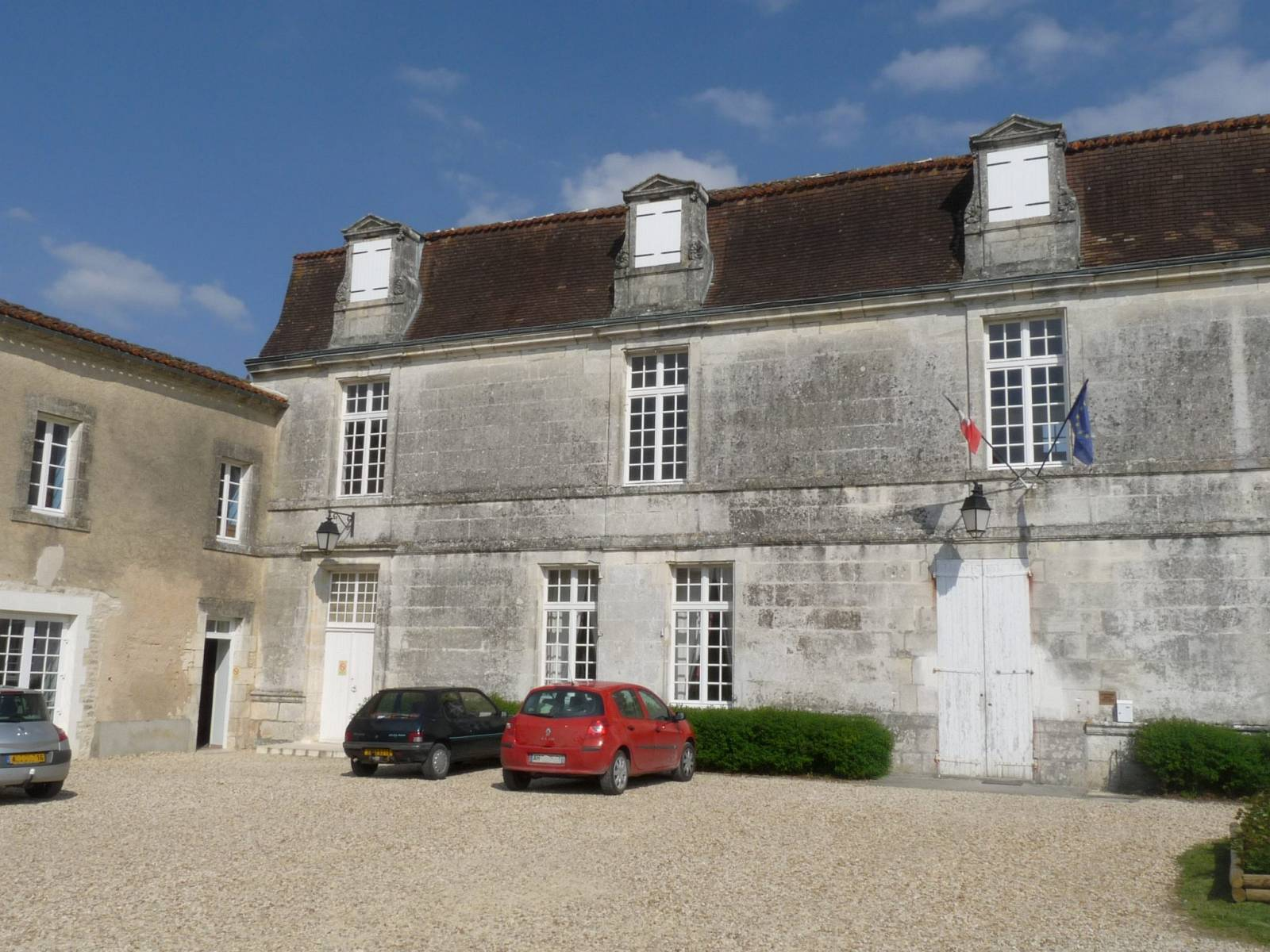
Мэрия
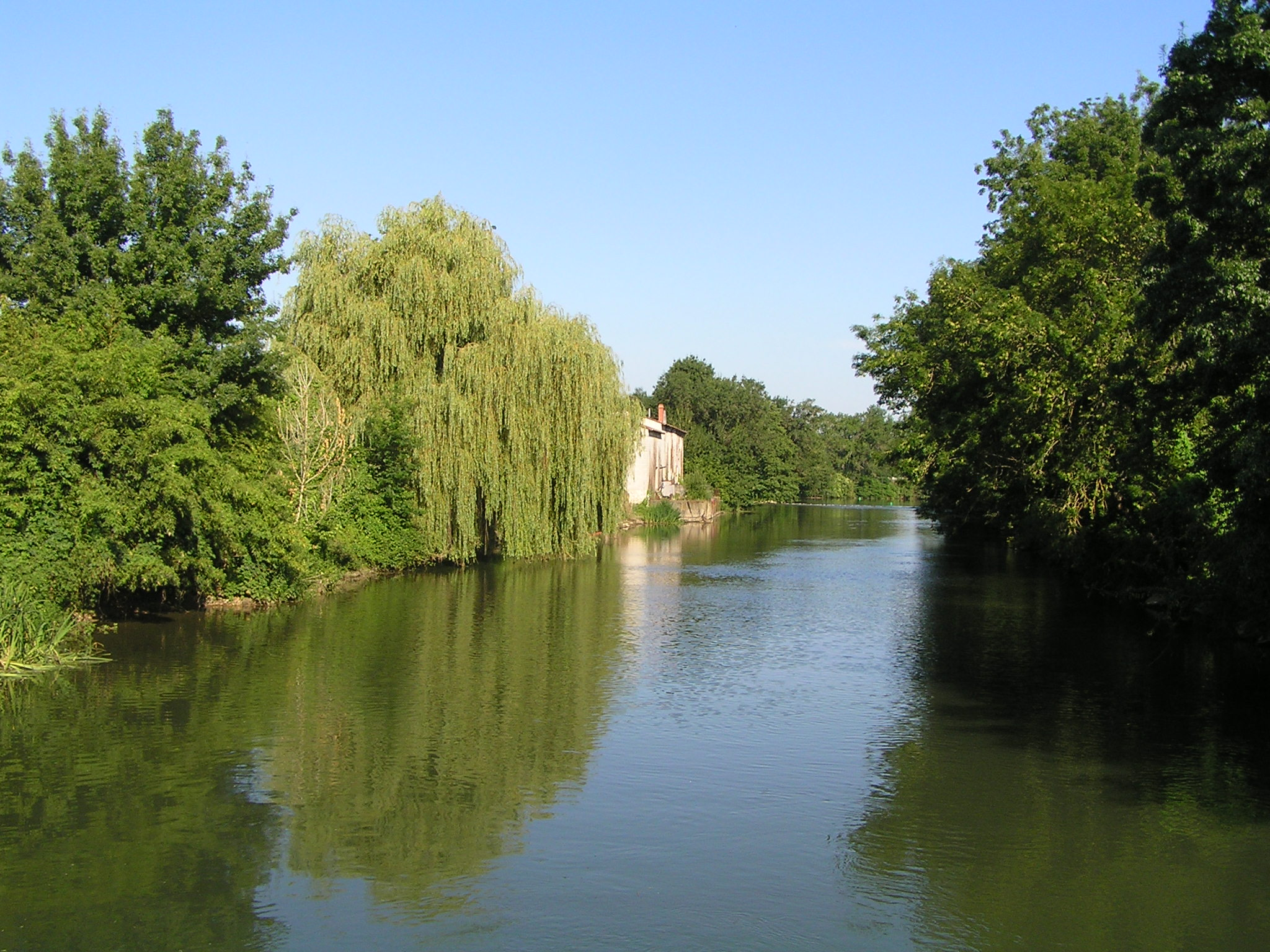
Река Шаранта